# 马里奥大运动会
《马里奥大运动会》是史克威尔艾尼克斯为Wii开发的体育类游戏。游戏于2010年11月在日本发行，2011年初在欧美发行。游戏使用了排球、冰上曲棍球、躲避球和篮球运动。游戏主要使用马里奥系列中的角色和场所，史克威尔艾尼克斯最终幻想系列和勇者斗恶龙系列的一些角色客串登场。玩家还可选择使用他们的Mii角色游玩。《马里奥大运动会》获得一般评价，在Metacritic和GameRankings上的汇总得分为64/100和66%。

## 玩法
游戏和之前的马里奥运动类游戏、卡普空的《卡普空运动俱乐部》和科乐美的《宾尼兔的冒险：ACME全明星》风格颇近，使用强大的特殊动作，夸大的街机式游戏方式。游戏支持本地多人合作与对抗模式：依照运动，两人（二对二）或三人（三对三）可以玩合作模式，四玩家可以玩分成两队的对抗模式（二对二）。游戏还有在线多人功能，两台Wii主机上的玩家可以加入与好友或随机玩家的二对二比赛。
游戏主要使用马里奥系列的角色和场所，亦有少量史克威尔艾尼克斯的最终幻想系列和勇者斗恶龙系列角色客串。最终幻想系列的忍者、白魔导士、黑魔导士、仙人掌和莫古利角色都有登场，勇者斗恶龙系列则出现了怪物史莱姆。玩家还能选择他们的一个Mii角色。

## 情节
故事模式发生在蘑菇王国，奇诺比奥正在种花，一个物体坠向碧奇公主的城堡。奇诺比奥之后（和其他几个奇诺比奥）冲向物体，并发现包含篮球的红色水晶、包含排球的绿色水晶、包含躲避球的黄色水晶、包含硬币（用作曲棍球）的蓝色水晶。在观察神秘水晶时，奇诺比奥提出为蘑菇王国引入新运动——篮球、排球、躲避球和冰上曲棍球。奇诺比奥之后组织四个运动的比赛。
玩家在四个游戏中分别取胜后就能解锁「综合运动」模式。它很大程度与之前的比赛相同，除了比赛中会玩全部四个运动，且最终头目从貝西摩斯变成巨獸王。

## 开发
《马里奥大运动会》是史克威尔艾尼克斯继超级任天堂《超级马里奥RPG》、任天堂DS《马里奥篮球 3对3》后又一款马里奥游戏，其在E3 2010上最早展出。在任天堂E3发布会上，雷吉·菲尔斯-埃米称其中的运动没有一个在先前马里奥体育类游戏中使用。然而其中三个都以某种方式使用过：篮球是《马里奥篮球 3对3》的核心（同时《马里奥聚会》、《马里奥聚会4》、《马里奥聚会6》和《马里奥聚会8》中也有篮球小游戏）；《马里奥聚会4》和《马里奥聚会5》使用了排球小游戏；《马里奥聚会5》和《马里奥与索尼克在冬季奥林匹克运动会》上使用了曲棍球运动。《马里奥大运动会》是首款使用躲避球，以及其他三个运动在家用机上作为主要运动的马里奥体育类游戏。

## 评价
《Fami通》在日版首发前约1周发布了评测。游戏获得30/40的总分，两名评测者打出7/10，两名评测者打出8/10。一名评测者称赞作品“简单容易”的操控，并称角色特技“相当平滑”，游戏场地“别有乐趣”。但其对于可玩运动数多有不满，一名评测者称“只有4个运动，一些人可能相当快地厌倦了”。
《马里奥大运动会》获得一般评价，在Metacritic和GameRankings的汇总得分为64/100和66%。IGN的杰克·德弗里斯称其“可以制作成有趣的聚会游戏，但这表现相当弱”。他们对画面表示称赞，称其动画“做得好”，并称“一切皆鲜艳流畅”。他们还称赞游戏音乐“有趣且精力充沛，虽然有些重复”。Common Sense Media给游戏打出5星并分为8岁或以上等级，称“顶级运动荟萃，对于全年龄都很有趣”。然而GameSpot称“每项运动都沉闷肤浅”，“电脑对手太简单太低级”，“只需非常少的技巧”，“竞赛中有太多混乱”以及“这些运动无一带来新颖或独特的东西”。《官方任天堂杂志》也在评论中提到，“排球是四个游戏中最糟的”，因为其只有轻动Wii遥控器与按A。他们还认为，可解锁角色只有史克威尔艾尼克斯角色存在问题，并称他们“有一些平淡无奇”，“将他们换为其他马里奥角色会更好”。

《马里奥大运动会》截至2011年4月在全球售出154万。2012年月时在日本售出64.5万 。